# Всеволод Сахаров
Всеволод Викторович Сахаров е руски военен деец, генерал от инфантерията. Участник в Руско-турската война (1877 – 1878), 4-ти поред и последен руски офицер началник на Военното училище в София.

## Биография
Всеволод Сахаров е роден на 18 февруари 1851 година. Завършва Трето военно александровско училище и Николаевската академия на генералния щаб. Взема участие в Руско-турската война (1877 – 1878), след което е на служба в Княжеството до 1885 година, когато са отзовани всички руски офицери. Има две деца – Виктор (1891) и Вячеслав (1893).
Генерал от инфантерията Всеволод Сахаров умира 2 март 1935 година в Брюксел, Белгия.

## Военни звания
- Постъпил на служба (25 август 1867)
- Подпоручик (12 юли 1869)
- Поручик (7 май 1871)
- Подпоручик от гвардията (6 януари 1873)
- Поручик (27 март 1877)
- Щабс-капитан от генералния щаб (17 юли 1877)
- Капитан за отличие (27 ноември 1877, дадено през 1878)
- Подполковник (12 април 1881)
- Полковник за отличие (8 април 1884)
- Генерал-майор за отличие (10 юни 1896)
- Генерал-лейтенант за отличие (11 юни 1901)
- Генерал от инфантерията (1906)

## Образование
- Трето военно александровско училище (1869)
- Николаевската академия на генералния щаб (2 разряд)

## Заемани длъжности
- Началник на Военното училище в София (20 март 1884 – 8 октомври 1885)

## Награди

### Руски
- Орден „Св. Станислав“ III степен с мечове и лента (1879)
- Орден „Св. Анна“ III степен с мечове и лента (1879)
- Орден „Св. Владимир“ IV степен (1882)
- Орден „Св. Станислав“ II степен с мечове (1885)
- Монаршеско благоволение (1887)
- Орден „Св. Анна“ II степен (1888)
- Орден „Св. Владимир“ III степен (1892)
- Орден „Св. Станислав“ I степен (1898)
- Орден „Св. Анна“ I степен (1904)

### Чуждестранни
- Румънски Железен кръст (1879)
- Български орден „Св. Александър“ IV степен (1885)
- Бухарски орден „Изгряваща звезда“ II степен (1893)
- Бухарски орден „Златна звезда“ I степен (1898)